# Nikogaršnje ozemlje
Nikogaršnje ozemlje je del zemeljskega površja; kopnega, morja, reke ali jezera, ki ne pripada nobeni državi. Načelno je vsa Antarktika nikogaršnje ozemlje.  
Lahko gre za zemljišče, ki si ga dve državi še nista razdelili. Takšne so delte, ki jih mejne reke nasujejo v jezero ali morje. Nižinske reke ustvarjajo rečne otoke, ki se pojavljajo in izginjajo. Po poplavi reka spreminja svoj tok in ustvarja novo strugo, nove bregove, nove rečne zavoje in mrtve rokave. Nastalo kopno postane predmet pogajanj, pri čemer se država sklicuje na to, da ji je reka drugje ob toku ali nekoč v preteklosti ozemlje vzela. Tovrstna ozemlja lahko izzovejo spore in celo vojaške spopade.
V kolonialnem času je šlo za ozemlje med kolonijami, o katerem so potekala pogajanja, kateri državi bo pripadlo. 
Med vojaškimi spopadi gre za ozemlje med frontnima črtama vojskujočih se držav oz. vojaških skupin ali za ozemlje, ki ga stalno ne nadzoruje nobena od vojskujočih se strani. 